# 大都會客運
大都會汽車客運股份有限公司（英文：Metropolitan Transport Corporation），簡稱大都會客運，是為原臺北市公共汽車管理處（簡稱「臺北市公車處」）民營化後，而另行成立的客運公司。
臺北市公共汽車管理處的最後總部位於臺北市信義區松德路300號（臺北市政府松德辦公大樓）。大都會客運成立於2004年1月1日，主要係延續經營前臺北市公車處既有公車路線，主要經營範圍位於大台北地區。大都會客運資本額為新台幣6億元，股東成分包括：臺北市政府投資1.52億元（約佔38%）及前公車處員工1,098人投資248,005,260元（約佔62%）。現今前公車處員工數不到4百多人，其餘皆為大都會客運招聘人力。

## 歷史
- 大都會客運目前行駛超過十年以上的車輛則標售給台灣中南部的客運業者或賣到東南亞國家。民營化初期汰換不少車輛，而新進採購的車輛多以進口日本五十鈴大型客車的底盤，再委託台灣日盈機械公司（後來改名為國際山霖汽車）打造車身。日盈機械（後來改名為國際山霖汽車）也陸續從前公車處員工手中取得大都會客運的股份，而成為大都會客運的股東。2009年底國際山霖汽車倒閉，往後新進採購的車輛多以成運汽車的大宇車輛為主。
- 2010年12月，首都客運董事長李博文以持股比率合計達52.5％，拿下大都會客運七席董事，多於官股的四席，當選自2004年民營化以來的新任董事長。李博文表示，接掌大都會客運之後，會尊重大都會客運現有的體制與人事、並維持獨立的運作模式，首都客運與大都會客運將合作提升運輸服務品質。
- 2010年8月，新採購的大宇一般底盤公車，外觀塗裝為花博綠色樣式，成為後續新進車輛的外觀樣式。
- 2011年8月，新進首批大宇低地板公車，也是自2001年後再度採購低地板車輛。
- 2011年9月，首度引進福田油電混合動力低地板新型公車，成為繼台北首都集團後，第三家引入此款車的業者。
- 2011年12月，與首都客運聯營的國道路線9026線（捷運南港展覽館站－大武崙武聖街口）上路，是首度跨足公路客運路線，並將服務範圍擴大到基隆市及汐止地區。
- 2013年11月，與臺北客運聯營的國道路線9028線（捷運大坪林站－蘇澳）上路，服務範圍首度進入新北市坪林區及宜蘭（羅東、蘇澳）地區。
- 2016年3月20日中午十二時（台北時間），首條「基北快捷公車」2088線正式上路營運[2]，被臺北市市長柯文哲譽為是「首都生活圈邁向文明城市的一大進步」。

## 關係企業
股東相關企業─臺北首都客運集團
- 首都客運
- 臺北客運
- 三重客運
- 台中客運

## 外部連結
- 大都會客運（页面存档备份，存于）（繁體中文）